# Svjetska baština u Kini
Kronološki popis svjetske baštine u Kini po godini upisa na UNESCO-ov popis.
1. 1987. – Kineski zid
2. 1987. – Brdsko područje Tai Shan
3. 1987. – Carske palače Dinastije Ming i dinastije Qing u Pekingu (Zabranjeni grad) i Shenyangu (Palača Mukden)
4. 1987. – Mogao špilje
5. 1987. – Mauzolej prvog kineskog cara (Qin Shi Huangdi) s njegovom terakota vojskom
6. 1987. – Nalazišta pekinškog čovjeka u Zhoukoudianu
7. 1990. – Brdsko područje Huang Shan
8. 1992. – Pokrajinski park u dolini Jiuzhaigou
9. 1992. – Kalcitne terase Huanglong
10. 1992. – Pokrajinski park Wulingyuan
11. 1994. – Planinski ljetnikovac i okolni hramovi kod Chengdea
12. 1994. – Konfucijev hram, groblje i posjed obitelji Kong u Qufu
13. 1994. – Daoistčka svetišta u brdima Wudanga
14. 1994. – Palača Potala, hram Jokhang i palača Norbulingka u Lasi
15. 1996. – Nacionalni park Lushan
16. 1996. – Brdska pokrajina Emei Shan i Veliki Buda u Leshanu
17. 1997. – Stari dio grada Lijianga
18. 1997. – Stari dio grada Pingyaoa
19. 1997. – Klasični vrtovi Suzhoua
20. 1998. – Ljetna palača u Pekingu (Carski vrt) kod Pekinga
21. 1998. – Nebeski hram s carskim žrtvenikom u Pekingu
22. 1999. – Skulpture u stijenama u Dazu
23. 1999. – Gorje Wuyi
24. 2000. – Sela Xidi i Hongcun
25. 2000. – Carske grobnice dinastija Ming i Qing
26. 2000. – Longmen spilje
27. 2000. – Planina Qingcheng i Dujiangyan sustav za navodnjavanje
28. 2001. – Spilje Yungang
29. 2003. – Zaštićena područja u nacionalnom parku "tri paralelne rijeke" u Yunnanu
30. 2004. – Ruševine i grobnice antičkog kraljevstva Koguryo
31. 2005. – Povijesno središte Macaa
32. 2006. – Rezervat velike pande u Sečuanu
33. 2006. – Yin Xu (kod Anyanga)
34. 2007. – Diaolou tornjevi Kaipinga i okolnih sela
35. 2007. – Južnokineski krš
36. 2008. – Tuloui Fujiana, 46 okruglih građevina od gline
37. 2008. – Nacionalni park Sanqing Shan
38. 2009. – Planina Wutai, Shanxi
39. 2010. – Povijesni spomenici Dengfenga u “Središtu neba i zemlje”, Henan
40. 2010. – Kineski Danxia reljef u pokrajinama Fujian, Hunan, Guangdong, Jiangxi, Zhejiang i Guizhou
41. 2011. – Zapadno jezero, kulturni krajolik Hangzhoua, Zhejiang
42. 2012. – Lokalitet Xanadua
43. 2012. – Chengjiang nalazište fosila
44. 2013. – Tanšan Xinjianga
45. 2013. – Kulturni krajolik rižinih terasa Honghe Hanija
46. 2014. – Put svile, mreža putova u koridoru Chang'an-Tianshan
47. 2014. – Veliki kanal
48. 2015. – Mjesta Tusija
49. 2016. – Kulturni krajolik slika na stijenama Zuojiang Huashana
50. 2016. – Hubei Shennongjia
51. 2017. – Hoh Xil Qinghaija
52. 2017. – Kulangsu, povijesno međunarodno naselje
53. 2018. – Fanjingshan
54. 2019. – Utočišta ptica selica na obali Žutog mora
55. 2019. – Arheološki ostaci grada Liangzhua
56. 2021. – Quanzhou, emporij Song-Yuan Kine
57. 2023. - Kulturni krajolik šuma čaja planine Jingmai u Pu'eru
58. 2024. - Pustonja Badain Jaran
59. 2024. - Središnja os Pekinga: Građevinski ansambl koji prikazuje idealan red kineske prijestolnice
60. 2025. - Carske grobnice Zapadne Xia

## Predložena svjetska baština Kine
| - 1996. – Rezervat prirode Dongzhai - 1996. – Rezervat prirode Sinensis - 1996. – Rezervat prirode Poyang - 1996. – Slikovito područje rijeke Li Jiang kod Guilina - 2001. – Yalong, Tibet - 2001. – Slikovita mjesta klanca Jangcea - 2001. – Slikovita mjesta Jinfushana - 2001. – Slikovita mjesta Nebeska jama i Zemaljski vez - 2001. – Slikovita mjesta Hua Shana - 2001. – Planina Yandang - 2001. – Rijeka Nanxi - 2001. – Slikovita mjesta Maijishana - 2001. – Slikovita mjesta Wudalianchija - 2001. – Slikovita mjesta Haitana - 2001. – Slikovita mjesta planine Dali Chanshan i jezera Erhai - 2008. – Mjesta proizvodnje kineskih likera - 2008. – Drevne prijestolnice pokrajina Shanxi i Shaanxi - 2008. – Gradske zidine dinastija Ming i Qing - 2008. – Uže zapadno jezero i povijesno središte grada Yangzhoua - 2008. – Drevna obalna naselja južnog Jangcea - 2008. – Stari grad Fenghuang | - 2008. – Mjesta države Južnog Yuea - 2008. – Stari vodeni natpis Baiheliang - 2008. – Sela u planinama Miao Linga u jugoistočnoj pokrajini Guizhou - 2008. – Kineski kanat bunari - 2008. – Grobnica kralja Lujiana, proširenje grobnica dinastija Ming i Qing - 2008. – Četiri svete planine Kine, proširenje baštine Taishana - 2010. – Šuma pustinjske topole (populus euphratica) u pustinji Takla Makan - 2010. – Kineski Altaj - 2010. – Karakorum-Pamir - 2013. – Drvene građevine dinastije Liao: Drvena pagoda okruga Yingxian, glavna dvorana samostana Fengguo u okrugu Yixian - 2013. – Mjesta Hongshuan kulture: arheološki lokaliteti Niuheliang, Hongshanhou i Weijiawopu - 2013. – Drevne peći za porculan u Kini - 2013. – SanFangQiXiang - 2013. – Dong sela - 2013. – Lingqu kanal - 2013. – Diaolou tornjevi i sela Tibeta i etničke skupine Qiang - 2013. – Arheološki lokaliteti drevne države Shu - 2015. – Yardang Xinjianga | - 2015. – Yardang Dunhuanga - 2015. – Qinghai Hoh Xil - 2015. – Tianzhushan - 2015. – Jinggangshan-Sjeverni Wuyishan, proširenje baštine Wuyi Shan - 2015. – ShuDao - 2015. – Slikovita i povijesna mjesta Tulin-Gugea - 2017. – Planina Guancen i planina Luya - 2017. – Krajolik Hulun Buira i rodno mjesto drevne manjine - 2017. – Qinghai - 2017. – Slikoviti i povijesni krajolik svetih planina i jezera (Gang Rinpoche, Naimona'nyi, Manasarovar jezero i Lhanag-tso) planine Taihang - 2017. – Krajolik vertikalnih nasada i vulkanskog krajolika planine Changbai Shan - 2019. – Put trijasa, nalazišta fosila iz trijasa u Guizhou - 2019. – Slikovito područje Huangguoshua - 2022. – Tropska kišna šuma Hainana i tradicionalna naselja naroda Li - 2022. - Estuarij rijeke Fujian Minjiang: ekoton između pomorskih i kopnenih biogeografskih regija - 2024. - Hezheng, nalazišta fosila sisavaca Gansua - 2025. - Špilja Guizhou Shuanghe - 2025. - Šarena brda Zhangyea |

## Poveznice
- Popis mjesta svjetske baštine u Aziji